# Tangará-rajado
O tangará-rajado (nome científico: Machaeropterus regulus) é uma espécie de ave passeriforme da família dos piprídeos (Pipridae).

## Taxonomia
O tangará-rajado foi descrito pelo zoólogo alemão Carl Wilhelm Hahn em 1819 e recebeu o nome binomial Pipra regulus; localidade tipo: "Bahia, Brasil". A espécie é agora colocada no gênero Machaeropterus que foi introduzido pelo naturalista francês Charles Lucien Bonaparte em 1854. A espécie é monotípica. Anteriormente foi tratada como coespecífica com o tangará-riscado (Machaeropterus striolatus), mas difere acentuadamente na vocalização e, em menor grau, na plumagem, por isso foram separadas, seguindo Snow, 2004b, que foi seguido pelas principais classificações. Essa separação foi corroborada pelos estudos de Lane et al. (2017), e aprovado pela Proposta n.º 761 ao Comitê de Classificação Sul-Americana (SACC).

## Distribuição e habitat
Pode ser encontrada nos seguintes países: Brasil, Colômbia, Equador, Guiana, Peru e Venezuela. Os seus habitats naturais são: florestas subtropicais ou tropicais úmidas de baixa altitude e regiões subtropicais ou tropicais úmidas de alta altitude.

## Conservação
Na Lista Vermelha da União Internacional para a Conservação da Natureza (UICN / IUCN), foi classificado como pouco preocupante por conta de sua ampla distribuição geográfica, apesar de sua população, cujos números precisos não são conhecidos, estar em tendência de declínio por perda de habitat. Em 2005, foi classificado como vulnerável na Lista de Espécies da Fauna Ameaçadas do Espírito Santo. E em 2018, como pouco preocupante na Lista Vermelha do Livro Vermelho da Fauna Brasileira Ameaçada de Extinção do Instituto Chico Mendes de Conservação da Biodiversidade (ICMBio).